# Träsket (tecknad serie)
Träsket (originaltitel Swamp), är en tecknad serie av australiensaren Gary Clark, introducerad 1981. Den utspelar sig bland ankor, grodor, krokodiler, myror, myggor, råttor, storkar och ett stort rör som levererar slam från storstaden, samt en stor och elak fågel.
Enligt Clark kom inspirationen till serien från de "skogiga" förorterna till Brisbane, där han växte upp under 1960-talet.
Serien publiceras i flera länder. I Sverige figurerar den både som dagsstrippar och i Serie-Paraden. Dessutom har Semic förlag gett ut i ett antal album om Träsket omkring jul.
Serien utgavs även 2002–2003 i vanligt tidningsformat i en egen tidning som hade med många mindre kända serier. Tidningen kom totalt i elva nummer, innan den fick lägga ned på grund av bristande popularitet. Själva Träsket-serien återvände till att publiceras i Serie-Paraden.

## Seriefigurer
- Bengan – den ende anden/ankan som inte kan flyga
- den japanska kamikaze-ankan
- armé-ankan
- Lalle och Lelle (grodor)
- den gamle tandlöse Kroken (krokodil)
- myror
- myggor (Frasse och Börje)
- råttor
- Affe och Egon
- den stora elaka fågeln ("Sumpfinken")

## Album (i urval)
- Serien som förenar gyttja med nöje (1988)
- Sköna plask i gyttjan (1989)
- Jubel i gyttjan (1990)
- Störtroliga djupdykningar (1991)
- Stegrande hjulalbum (1992)